# Ehemalige HEAG-Direktorenvilla
Die ehemalige HEAG-Direktorenvilla ist ein Bauwerk in Darmstadt.

## Architektur und Geschichte
Im Jahre 1897 wurde die Straßenbahnstrecke zwischen der Innenstadt und dem Böllenfalltor eröffnet. Um das Jahr 1897 wurden an der Endhaltestelle Böllenfalltor Wagenhallen errichtet.
Im Jahre 1899 entstand auf dem Areal eine repräsentative Gründerzeitvilla – als Verwaltungsgebäude der elektrischen Straßenbahn mit einer Wohnung im Dachgeschoss – nach Plänen des Stadtbaumeisters Stephan Braden.
Das Bauwerk besitzt einen Turm mit schiefergedecktem Dach, Fachwerkschmuck sowie ein Wappen im Ostgiebel.
Im Jahre 1912 übernahm die HEAG das Straßenbahndepot und die Gründerzeitvilla.
Die Gründerzeitvilla ging 1981 als Geschenk an das Elisabethenstift und wurde als psychiatrische Tagesklinik genutzt. 2003 übernahm es eine Jugendhilfeeinrichtung.

## Denkmalschutz
Die Villa ist ein typisches Beispiel für den Gründerzeitstil in Darmstadt. Aus architektonischen und stadtgeschichtlichen Gründen ist das Bauwerk ein Kulturdenkmal.